# Pete Babando
Peter Joseph Babando (Braeburn, 10 maggio 1925 – Timmins, 19 febbraio 2020) è stato un hockeista su ghiaccio statunitense naturalizzato canadese.

## Carriera
Nato a Braeburn, Lower Burrell, in Pennsylvania, ma trasferitosi dall'età di cinque anni e cresciuto a South Porcupine, Timmins, in Ontario, Babando ha avuto una carriera professionistica che va dagli anni quaranta agli anni sessanta, in cui ha giocato in tutte e quattro le squadre di hockey su ghiaccio statunitensi appartenenti alle Original Six della National Hockey League. Ha militato, infatti, nelle file dei Boston Bruins, dei Detroit Red Wings, dei Chicago Black Hawks e dei New York Rangers.
È noto per il essere stato il primo, e tuttora (2020) unico, hockeista nella storia della NHL a segnare un gol al secondo tempo supplementare di una finale della Stanley Cup, nella gara 7, il 23 aprile del 1950, gol che assegnò il titolo ai Detroit Red Wings.
In quegli anni, era uno dei pochissimi giocatori di origine statunitense a giocare nella NHL. Prima e dopo la sua militanza in NHL, ha giocato nelle leghe professionistiche American Hockey League e Eastern Hockey League.
È morto il 19 febbraio 2020.

## Palmarès

### Club
- Stanley Cup: 1

Detroit Red Wings:1949-1950